# 오토 2세
오토 2세(Otto II., 955년 – 983년 12월 7일)은 적제 (der Rote)로 알려졌던 신성 로마 제국의 제3대 황제로 973년부터 983년 사망할 때까지 지냈다.  그는 오토 왕가의 일부였으며 오토 대제와 부르군트의 아델라이데의 막내이자 유일하게 살아남은 아들이었다.
오토 2세는 자신이 아주 어렸을 때 961년 독일 왕국의 공동 통치자가 되었다.  그의 부친은 그가 다음 왕위를 차지할 것을 확실히 하는 데 967년 그를 공동 황제로 만들었다.  오토 대제는 또한 비잔틴 제국의 공주에게 결혼하는 데 오토 2세에게 주선하였다.  그녀는 가가 사망할 때까지 그의 부인으로 남아있었다.
그의 부친이 37년간 지배 후에 사망했을 때 18세의 오토 2세는 아무 문제 없이 신성 로마 제국의 전임적인 통치자가 되었다.  황제로서 자신의 세월 동안 오토 2세는 부친의 목표들을 지속하였다.  그는 독일에서 황제의 지배를 더욱 강하게 만들고 남부 이탈리아로 더욱 들어가는 제국의 국경들을 확장시키는 데 일했다.  그는 또한 지속적으로 가톨릭 교회가 황제의 지도를 따르도록 만들었다.
자신의 통치에서 일찍이 오토 2세는 왕좌를 원했던 자신 소유의 가족의 다른 일원들로부터 큰 반란을 향했다.  그는 계승 계열로부터 오토 가문의 바이에른 지부를 없애는 도움을 주었던 그들을 물리쳤다.  이것은 황제로서 그의 권력을 더욱 강하게 했고 황제가 되는 데 자신의 아들을 위한 미래를 확보하였다.  
본국에서 문제들을 해결한 후, 오토 2세는 980년에 시작으로 이탈리아의 전체를 차지하는 것에 전념하였다.  그의 노력들은 둘다 남부 이탈리아의 부분들을 통제한 비잔틴 제국과 파티마 칼리파국의 무슬림들과 충돌들로 이끌었다.  처음에 오토 2세는 자신의 통치 아래 남부 랑고바르드인들을 연합하고 비잔틴 제국의 대지들을 차지하는 것에 성공하였다.  하지만 남부 이탈리아에 그의 캠페인들은 무슬림들에 의하여 주요 패배 후에 982년에 나쁘게 끝났다.  자신이 반격하는 준비를 하고 있었던 동안 983년 슬라브족의 큰 반란이 일어났다.  이것은 제국이 엘베강 동부의 주요 영토들을 포기하도록 강요했다.
오토 2세는 10년간 통치 후에 28세 만의 나이로 983년 별세하였다.  그의 3세 아들 오토 3세가 제국에서 정치적 위기를 일으킨 황제가 되었다.

## 초기 생애와 황제로 되면서

### 출생과 어린 시절
955년 작센 공국에서 태어난 오토는 독일왕 오토 1세와 그의 두번째 부인 부르군트의 아델라이데의 셋째 아들이었다.  957년 경에 오토 2세의 형들이 사망하여 2세의 오토가 왕위 계승 순위 1위가 되었다.  
오토 대제는 자신의 아들이 좋은 교육을 받도록 확실히 했다.  그의 사생아 마인트 대주교 빌헬름이 오토 2세에게 문학과 문화에 관하여 가르쳤다.  변경백 오도 1세는 어린 왕자에게 전쟁과 왕국의 법률을 가르쳤다.

### 공동 통치자가 되며
이탈리아로 가기 전에 오토 대제는 자신의 아들의 미래를 안전하게 하기를 원했다.  961년 5월 그는 보름스에서 자신의 귀족들을 모아놓고 6세였던 오토 2세가 공동 통치자로 선출되었다.  그러고나서 오토 2세는 아헨 대성당에서 자신의 삼촌 쾰른 대주교 브루노에 의하여 왕위에 올랐다.  오토 2세가 너무 어렸기 때문에 이것은 비범했으나 그의 부친은 특히 교황으로부터 황제의 칭호를 주장하는 데 이탈리아로 갔었던 이래 왕위가 순조롭게 지나갈 것을 확실히 하기를 원했다.
오토 1세가 이탈리아에 있었던 동안 오토 2세는 독일에 머물었으며 2명의 대주교들은 그의 섭정들로서 활동하였다.  965년 오토 1세는 신성 로마 황제로서 독일로 귀국하였다.  가족이 지속적으로 다스릴 것을 보이는 데 오토 1세는 965년 자신의 계승자로서 오토 2세를 다시 확정지었다.

### 왕위 계승자

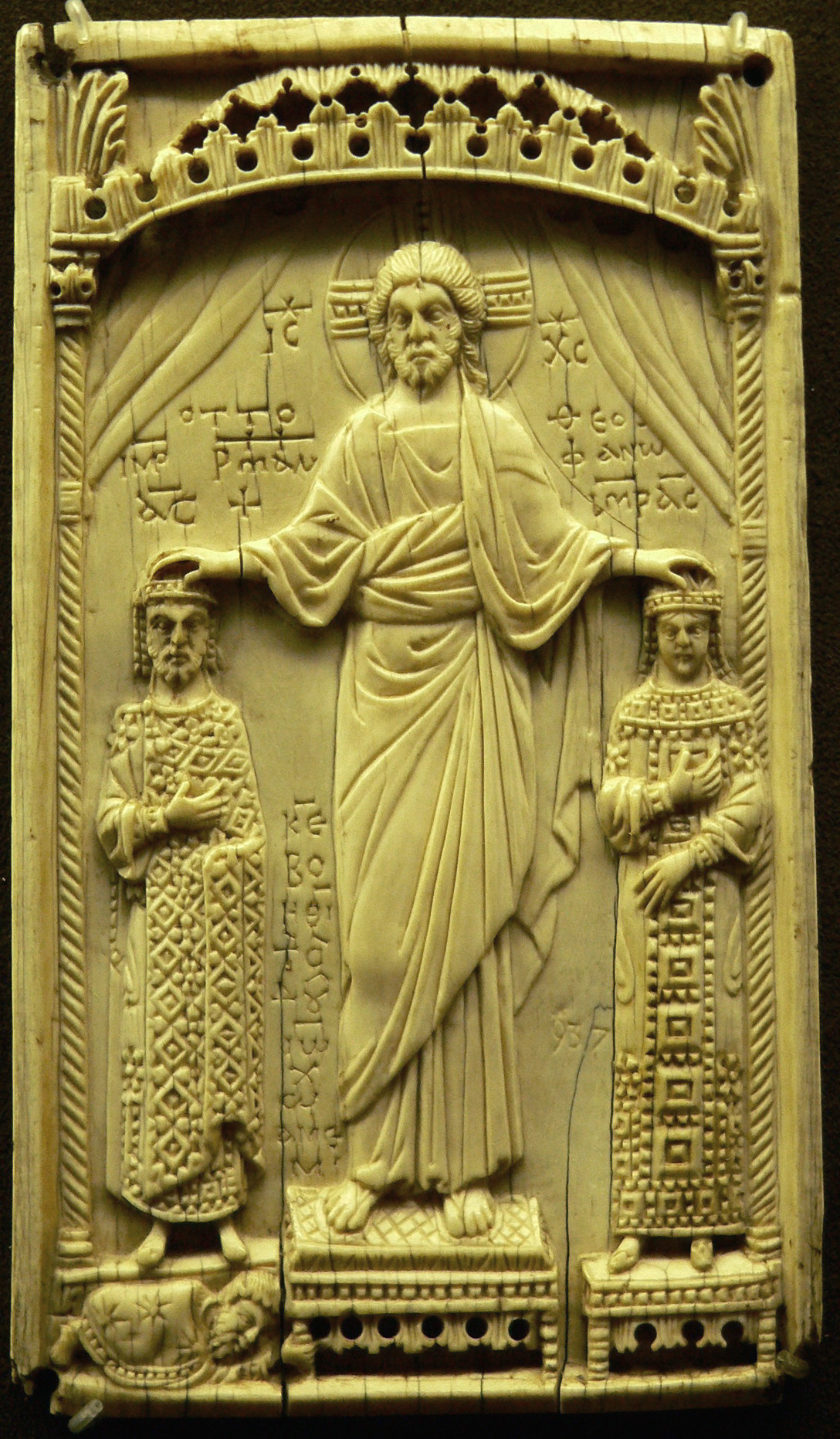
오토 1세와 테오파누가 황제와 황후로서 기름 부음을 받은 것을 세긴 부조

962년 오토 1세가 황제로 즉위되었어도 마저 이탈리아에서 상황은 아직도 불안정했다.  966년 오토 1세는 이탈리아로 또다른 여행을 떠났다.  다시 브루노는 11세의 오토 2세를 위하여 다스리는 데 임명되었다.
오토 1세는 동방에서 비잔틴 제국과 자신의 관계를 향상시키길 원했다.  비잔틴 황제는 "황제" 칭호를 이용한 오토를 좋아하지 않았다.  그들은 결국 남부 이탈리아에 권력을 나누기로 동의하였다.  오토 1세는 또한 자신의 가족과 동방의 비잔틴 가족 사이에 결혼 생활을 원했다.  이 결혼 생활이 일어나는 데 오토 2세는 공동 황제로서 즉위해야 했다.
그래서 오토 1세는 오토 2세에게 이탈리아에서 자신에게 가입하는 데 의문하였다.  967년 10월 그들은 만나 로마로 여행을 떠났다.  그해 12월 25일 교황 요한 13세는 오토 2세를 공동 황제로서 즉위시켰다.  이것은 오토 2세가 그의 부친이 사망한 후에 전임적인 황제가 될 것을 확실히 했다.
동방과 결혼 생활 협상들은 시간이 오래 걸렸다.  결국 972년 평화 협정과 결혼 생활이 정해졌다.  오토 1세는 특유한 비잔틴 공주를 원했으나 그녀는 너무 어렸다.  그래서 오토 2세는 새로운 비잔틴 황제 요안니스 1세 치미스키스의 조카딸 테오파누에게 결혼하였다.  4월 14일 16세의 오토 2세는 14세의 테오파누에게 결혼하여 그녀는 교황에 의하여 황후로 즉위되었다.
이 대관식 후에 마저 오토 2세는 아직도 부친의 그림자에 있었다.  그는 공동 통치자였으나 제국을 운영하는 것에 실제의 권력이 주어지지 않았다.  부친이 남부에 있었을 때 그는 대부분 북부 이탈리아에 머물었다.  972년 8월 황실은 독일로 귀국하였다.
973년 5월 7일 오토 대제가 발열로 사망하였다.  오토 2세는 아무 반대 없이 단독 황제가 되었다.  그는 독일에서 황제의 지배를 강화하고 이탈리아로 확장시키는 부친의 목표를 지속하였다.

## 황제로서 오토 2세의 세월

### 왕좌 차지와 초기의 도전들

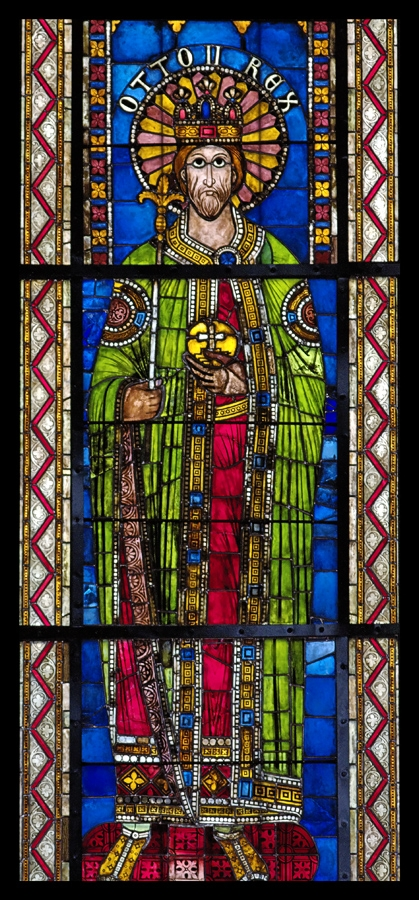
고딕체 창문에 세워진 오토 2세의 스태인드 글래스 (스트라스부르 대성당 소재)

오토 대제가 사망했을 때 황제가 되는 데 오토 2세를 위하여 이미 계획이 되었다.  오토 2세는 12년간 독일왕이자 5년간 황제로 지내왔다.  자신의 부친과 달리 오토 2세는 왕위로 자신의 주장을 도전할 수 있었던 형제들이 없었다.  5월 8일 황제의 귀족들이 모여 오토 2세를 그의 부친의 승계자로서 선택하였다.
오토 2세의 첫 활동들 중의 하나는 마그데부르크 대주교의 권리들을 확정시키는 것이었다.  오토 2세가 평화적으로 황제가 되었음에도 불구하고도 마저 아직도 제국 안에서 권력적 투쟁들이 있었다.  그의 통치의 첫 7년 동안 그는 제국 내부의 라이벌들과 외부의 적들을 상대로 황제의 권력을 강하게 지키려고 하는 데 바빴다.
오토 대제가 향했던 문제들, 특히 작센의 귀족들과 있었던 것들이 그의 사후 지속되었다.  작센 귀족들은 제국의 동부 국경에 마그데부르크 대주교를 싫어했다.  비잔틴 공주 테오파누에게 오토 2세의 결혼 생활은 또한 어떤 작센 귀족들이 황제가 그들의 관심사에서 벗어나는 것을 느끼게 했다.
이탈리아에서 상황도 또한 지저분했다.  오토 1세에 의하여 임명된 교황이 974년에 살해되었다.  자신을 교황으로 즉위시킨 다른이가 대립교황이 되었다.  하지만 
반란으로 인해 그는 도망쳐야 했다.  이후에 새로운 교황 베네딕토 6세가 선택되었다.
오토는 자신의 모친 부르군트의 아델라이데와 불일치가 있기도 했다.  그들은 오랫동안 함께 여행을 떠났으나 오토 2세의 모친과 그의 부인 테오파누는 황제에 서로간의 영향력을 신임하지 않았다.  이것은 황실에서 긴장을 일으켰다.  잘 나가지 않았던 978년의 최종적 만남 후에 아델라이데는 보호를 위하여 부르고뉴로 이주하였다.

### 하인리히 2세와 골칫거리
오토 2세는 자신의 사촌 바이에른공 하인리히 2세와 평화를 원했다.  973년 오토 2세는 하인리히 2세에게 어떤 제국의 성들에 통제권을 주었다.  그러나 하인리히 2세는 특히 슈바벤 공국에 더욱 많은 권략을 원했다.  아우크스부르크에서 주교가 사망했을 때 하인리히 2세는 오토 2세에게 의문없이 새로운 주교로서 자신의 사촌을 임명하였다.  이것은 하인리히 2세, 오토 2세와 슈바벤공 사이에 논쟁을 일으켰다.
슈바벤공이 상속인 없이 사망했을 때 하인리히 2세는 오토 2세가 새로운 공작을 만들 것을 요구했다.  대신 오토 2세가 자신의 조카 오토를 새로운 슈바벤공으로 임명하였다.  이것은 오토 2세가 하인리히 2세의 것에 자신의 직계를 오히려 좋아했던 것을 보여주었다.  
하인리히 2세는 이것을 자신의 황제위 계승 주장으로 모욕과 도전으로 보았다.  974년에 그는 폴란드의 공작 미에슈코 1세와 보헤미아의 공작 볼레슬라프 2세와 함께 오토 2세에 대한 음모를 꾸몄다.  오토 2세의 교회 관계자들은 하인리히 2세에게 복종하라고 경고했고 그렇지 않으면 교회로부터 제거될 것이라고 말했다.  하인리히 2세와 그의 추종자들은 항복했으나 오토 2세는 그들을 엄하게 처벌했다.  하인리히 2세는 감옥에 갇혔다.
976년 경에 하인리히 2세는 바이에른에 돌아왔다.  그는 공개적으로 오토 2세에게 반항하여 자신이 제국을 다스려야 한다고 주장하였다.  하인리히 2세는 오토 2세와 행복하지 않았던 어떤 작센 귀족들로부터 지지를 얻었다.  응답에 오토 2세는 하인리히의 공국을 가져가 교회로부터 그를 제거하였다.  오토 2세는 그러고나서 자신의 군대를 바이에른으로 행렬시켜 하인리히 2세의 주요 도시 레겐스부르크를 둘러쌌다.  오토 2세의 군대는 돌파하여 하인리히 2세는 강제로 달아났다.  

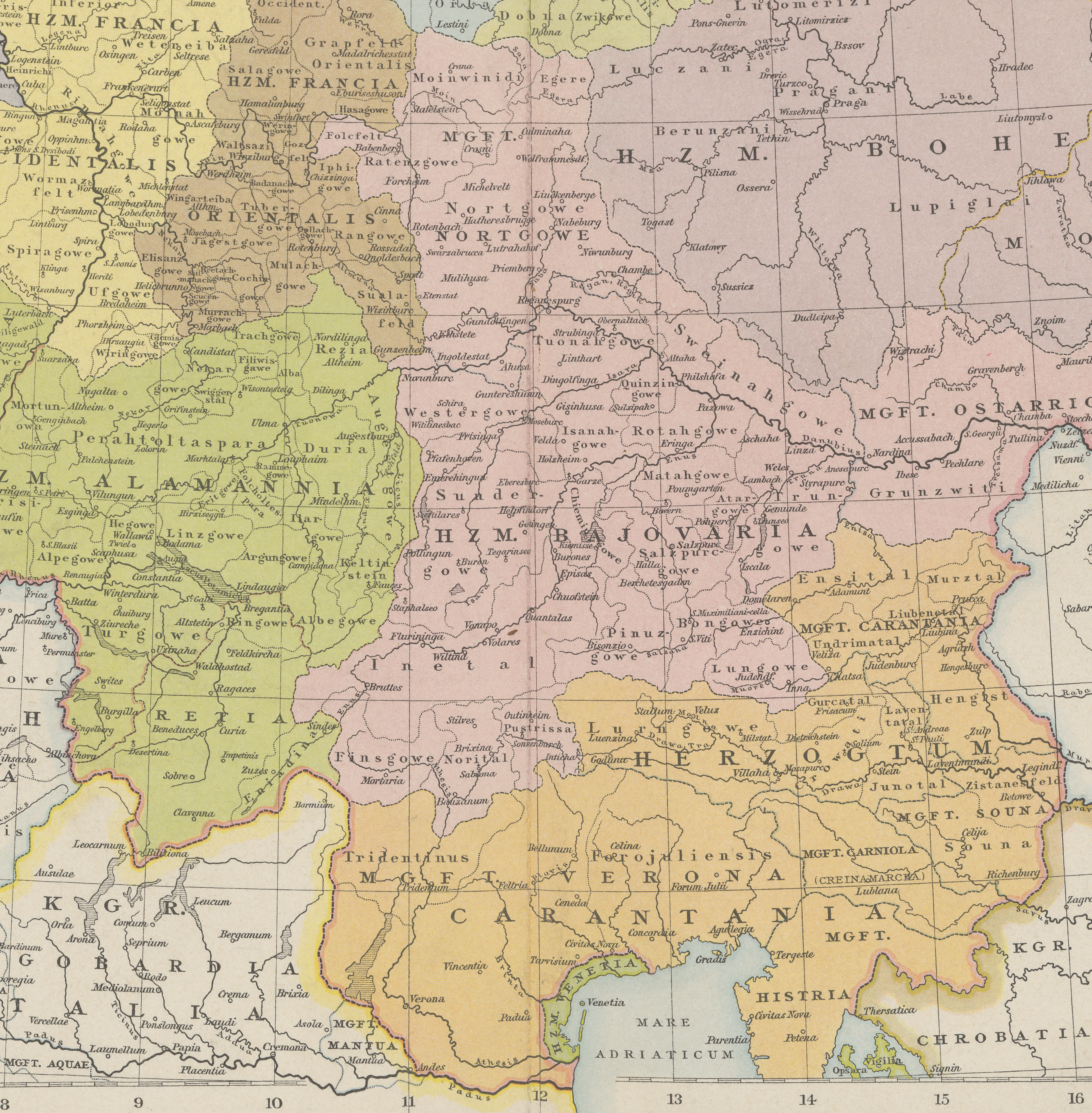
케른텐 공국 (주황색)은 바이에른 공국의 압수된 영토로부터 오토 2세에 의하여 창조되었다.

하인리히 2세가 제거된 후, 오토 2세는 남부 독일의 공국들을 바꾸었다.  그는 바이에른 공국을 더욱 작게 만들었다.  바이에른으로부터 가져간 대지로부터 오토 2세는 남부 독일에 케른텐 공국을 창조하였다.  이것은 이탈리아와 황제의 정치에서 바이에른공들의 권력을 거대하게 줄였다.  오토 2세는 더욱 작은 바이에른 공국을 조카 오토에게 주었고 하인리히 3세를 케른텐공으로 만들었다.
그러고나서 오토 2세는 하인리히 2세를 사로잡는 데 전념하였다.  2개의 시도들 후에 오토 2세는 977년 보헤미아로 행진하였다.  거기에 있었던 동안 바이에른에서 또다른 반란이 일어났다.  다른 공작들과 더불어 하인리히 2세는 반란에 가입하였다.  보헤미아로부터 돌아와야 했던 오토 2세는 파사우에서 반란군들을 만나 장기적 포위가 있던 후에 그들을 강제로 항복시켰다.  오토 2세는 978년 제국 회의 앞에 반란군들을 데려왔다.  하인리히는 983년 오토 2세의 사망까지 투옥되었다.
가끔 반란적인 가족 일원들을 용서했던 부친과 달리 오토 2세는 자신의 가족의 바이에른 분파가 자신의 통제 아래 있었던 것을 확실히 하기를 원했다.  하인리히 2세의 어린 아들은 교회 경력을 위하여 공부하는 데 보내져 오토 2세가 바이에른에서 자신들의 가족의 세속적 통치를 끝내고 싶어했다고 제안하였다.

### 덴마크와 전쟁
950년 오토 대제는 덴마크 왕국을 장악하고 자신의 지배자로서 자신을 받아들이는 데 덴마크 국왕을 강요하였다.  그는 또한 국왕과 그의 아들 하랄드 블라톤을 기독교로 개종하도록 만들었다.  오토 대제 아래 덴마크는 독일인들에게 경의를 표했다.
958년 하랄드가 국왕이 되었을 때 그는 노르웨이로 자신의 왕국을 확장시켰다.  이 새로운 권력과 함께 하랄드는 더 이상 독일의 통치를 받아들이지 않기로 원했다.  974년 하랄드는 오토 2세를 상대로 반란을 일으켰다.  노르웨이 군대의 도움과 함께 하라드는 독일로 건너가 독일의 군대들을 꺾었다.  오토 2세는 하랄드의 군대를 공격했으나 덴마크-노르웨이 연합군은 독일의 군대를 밀어냈다.  하지만 노르웨이의 동맹군들이 떠났을 때 오토는 하랄드의 전진을 멈출 수 있었다.

### 서프랑크를 상대로 전쟁
오토 2세는 또한 서부 독일에서 문제들을 향했다.  2명의 형제 몽스 백작 레기나르 4세와 루뱅 백작 람베르트 1세는 그들의 가족의 대지가 로트링겐 공국에 돌아오기를 원했다.  몇년 일찍이 오토 대제는 실패한 반란으로 그들의 부친을 망명시켰다.  973년 오토 2세는 그들의 요청으로 동의하여 깨끗한 시작을 희망하였다.  그러나 형제는 976년 다시 강제로 자신들의 대지를 가져가려고 했으며 이번에는 로테르의 도움과 함께였다.
상황을 진정시키는 데 오토 2세는 로테르의 동생 카롤루스를 니더로트링겐 공작으로 만들었다. 오토 2세의 카롤루스를 위한 지지는 서프랑크를 위하여 로트링겐을 주장했던 로테르 국왕을 화나게 했다.  카롤루스와 로테르도 또한 싸우고 있었으며 칼로루스는 서프랑크로부터 망명하였다.  카롤루스는 오토 2세의 궁정으로 달아나 그에게 충성할 것을 약속하였다.  그 대가로 오토 2세는 카롤루스를 공작으로 만들어 서프랑크의 왕위로 그의 주장을 지지하는 데 약속하였따.
오토 2세가 하인리히 2세의 반란을 진압한 후, 황제와 황후는 로트링겐 공국에 있는 아헨으로 돌아왔다.  서프랑크 국경 근처에 황실과 함께 로테르는 로트링겐을 침입하여 아헨에 행렬하였다.  오토 2세와 테오파누는 달아나고모친 아델라이데는 아들을 상대로 로테르와 편을 들었다.  5일간 아헨을 점령한 후, 로테르는 서프랑크로 돌아왔다.
978년 7월 오토 2세는 제국 회의를 소집하였다.  거기서 그는 서프랑크에 전쟁을 선언하여 자신의 군대를 준비하였다.  9월에 오토 2세는 카롤루스의 도움과 함께 서프랑크를 공격하였다.  그는 약간의 저항을 향하여 랭스와 다른 도시들을 주위로 대지를 파괴시켰다.  그러고나서 오토 2세는 서프랑크의 국왕으로서 카롤루스를 즉위시켰다. 로테르는 오토 2세와 카롤루스가 그러고나서 항복했던 파리로 달아났다.  하지만 그의 군대와 서프랑크의 구조대 중에 질병은 11월 오토 2세에게 포위를 끝내고 독일로 돌아가도록 강요했다.  돌아오는 길에 오토의 후위대는 서프랑크 군대에 의하여 공격을 당했다.
어느 쪽도 쉽게 승리하지 못했지만 오토 2세는 그의 영예가 복고된 것을 느끼고 서프랑크의 국왕과 평화 회담을 시작하였다.  평화는 980년 결국 이루어졌다.  오토 2세는 로테르에 자신의 주장들을 포기하였고 대가로 로테르는 그의 아들 루도비쿠스 5세를 서프랑크의 왕위로 정당한 상속인으로서 인정하였다.
평화가 이루어지면서 오토 2세는 아헨으로 돌아갔다.  980년 6월 후순 혹은 7월 초순에 테오파누는 자신들의 외동 아들 오토 3세를 낳았다.

## 이탈리아에서 통치

### 교회 정치
독일에서 자신의 통치가 안전하고 자신의 상속자의 출생과 함께 오토 2세는 그의 주의를 이탈리아로 돌렸다.  거기에서 상황은 혼란스러웠고 오토 1세가 임명했던 교황은 974년에 살해되었다.  새로운 교황 베네딕토 7세가 선택되었다.  
979년 교황 베네딕토 7세의 직위는 위협을 받아 황제에게 도움을 요청하였다.  오토 2세, 테오파누와 그들의 유아 아들 오토 3세는 남부로 행진하는 데 준비하였다.  오토 2세는 자신의 결석에 독일을 통치하는 데 마인츠 대주교를 임명하였다.
980년 10월 황실은 이탈리아에 도착하였다.  12월 오토 2세는 파비아에 도달하였다.  거기서 오토 2세와 그의 모친은 몇년간 헤어진 후에 화해하였다.  크리스마스가 오기 전에 오토 2세는 이탈리아왕으로서 랑고바르드의 철관을 받았다.  981년 2월 오토 2세는 로마에 도착하여 교황 베네딕토 7세를 그의 직위로 쉽게 복원시켰다.
로마에서 오토 2세는 부활절을 위한 성대한 행사를 주최하였다.  독일, 이탈리아와 서프랑크에서 온 많은 중요한 살마들이 황실에 가입하였다.  오토 2세는 자신이 전체의 서유럽에서 온 왕자와 귀족들을 만났던 로마를 자신의 제국의 수도로 만들었다.

### 베네치아와 관계

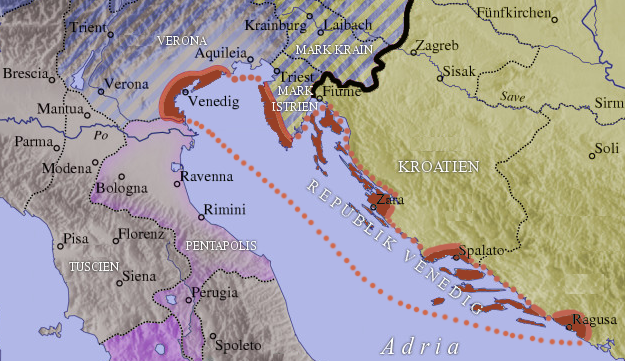
오토 2세의 통치가 있던 짧은 후에 베네치아 공화국의 영토 (적색)

신성 로마 제국과 베네치아 공화국의 관계는 오토 2세의 통치 동안 중요했다.  966년 베네치아의 지도자 피에트로 4세 칸디아노는 오토 2세의 육촌이자 토스카나 대공국의 발드라다에게 결혼하였다.  이것은 신성 로마 제국과 베네치아를 더욱 가까이 가져오고 오토 1세는 베네치아에게 특별한 무역 협정들을 주었다.  이것은 베네치아는 서유럽과 동방의 비잔틴 제국 사이에 전체의 연안운송을 통치하면서 비잔틴 제국을 화나게 했다.
오토 1세의 보호는 피에트로 5세를 베네치아 공화국에서 권력이 머무는 도움을 주었다.  그러나 973년 오토 1세가 사망하였고 독일에서 오토 2세가 반란들과 바쁘면서 피에트로 4세를 반대한 베네치아인들은 그를 제거하는 데 자신들의 기회를 보았다.  그들은 그를 궁전에 가두고 불을 질렀다.  화재가 퍼져 도시의 거의를 불태웠으며 피에트로 4세와 그의 아들은 살해되었다.
피에트로 4세의 작은 아들 비탈레 칸디아노는 오토 2세의 황실로 달아났다.  그는 친비잔틴파이었던 베네치아의 새로운 지도를 제거하는 계획을 세웠다.  새로운 지도자 피에트로 1세는 4년 후에 물러나 977년 키탈레가 지도자로서 돌아오도록 허용하였다.  이것은 비잔틴 제국과 베네치아의 친선 관계를 복원시켰다.  하지만 비탈레의 통치도 짧아 그도 또한 물러났다.  새로운 친비잔틴파 지도자 트리부노 멤모가 979년 새로운 지도자가 되었다.
오토 2세는 베네치아와 함께 무역 협정을 갱신하는 데 주저했다.  모친이 들어간 후에야 황제는 협정을 갱신하였다.  
980년 베네치아에서 오토 2세를 지지했던 가족들과 비잔틴 제국을 지지했던 자들 사이에 폭력이 일어났다.  친오스만파의 가족들은 황제에게 도움을 요청했다.  오토 2세는 이것이 베네치아를 제국으로 완전히 데려올 수 있는 기회로 보았다.  981년 자신이 이탈리아에 도착했을 때 오토 2세는 즉시 베네치아와 무역을 멈추었다.  이것이 잘 안 되었을 때 그는 베네치아의 경제에 심각한 타격을 주었던 983년 두번째 무역 금지령을 내렸다.  베네치아의 가족들은 오토 2세에게 강제로 항복했으나 그해에 그의 별세는 완전히 그의 승리의 장점을 택하는 것으로부터 그를 멈추었다.

### 종교 정책
오토 2세는 자신의 제국에서 교회, 특히 수도주의와 수도원들을 더욱 중요하게 만드는 부친의 정책을 지속하였다.  교회는 제국을 지지하고 안정시키는 도움을 주었다.  이렇게 하는 데 오토 2세는 주교들이 귀족들로부터 법적인 보호와 경제적 독립을 가졌던 것을 확실히 했다.
오토 가문은 오토 2세의 부친과 조부 둘다가 멤레벤에서 사망했기 때문에 거기에서 특정한 이익을 가졌다.  오토 2세와 부인 테오파누는 거기에 큰 성 베네딕토 대사원인 멤레벤 대사원을 건설하면서 도시를 더욱 중요하게 만들었다.  이 대사원은 빠르게 가장 부유하고 가장 권력적인 제국의 대사원들 중의 하나가 되었다.  그 크기는 오토 왕조의 황제들을 위하여 매장지로서 계획되어 왔다고 제안한다.
하인리히 2세의 반란을 진압한 후, 오토 세는 제국의 수도원들을 반역죄 재판들을 위하여 이용하였다.  자신의 부친이 단 하나의 수도원을 창립했던 동안 오토 2세는 최소한 4개 - 멤레벤, 테케른제, 베르헌과 아르네부르크에 수도원들을 설립하였다.  수도주의는 오토 2세의 제국 정책의 주요 일부가 되었고 그는 대수도원장들에게 중요한 정치적 역할들을 주었다.
오토 2세는 또한 자신의 정치적 조언자들로서 수도사들을 이용하였다.  한명의 중요한 수도사는 오토 2세의 부친의 개인적 성직자 요하네스 필라가투스였다.  980년부터 982년까지 오토 2세는 그를 자신의 제국 재상으로 만들었다.  오토 2세의 사후, 테오파누는 자신의 아들 오토 3세의 섭정으로서 요하네스를 오토 3세의 가정 교사로 만들었다.

### 남부 확장

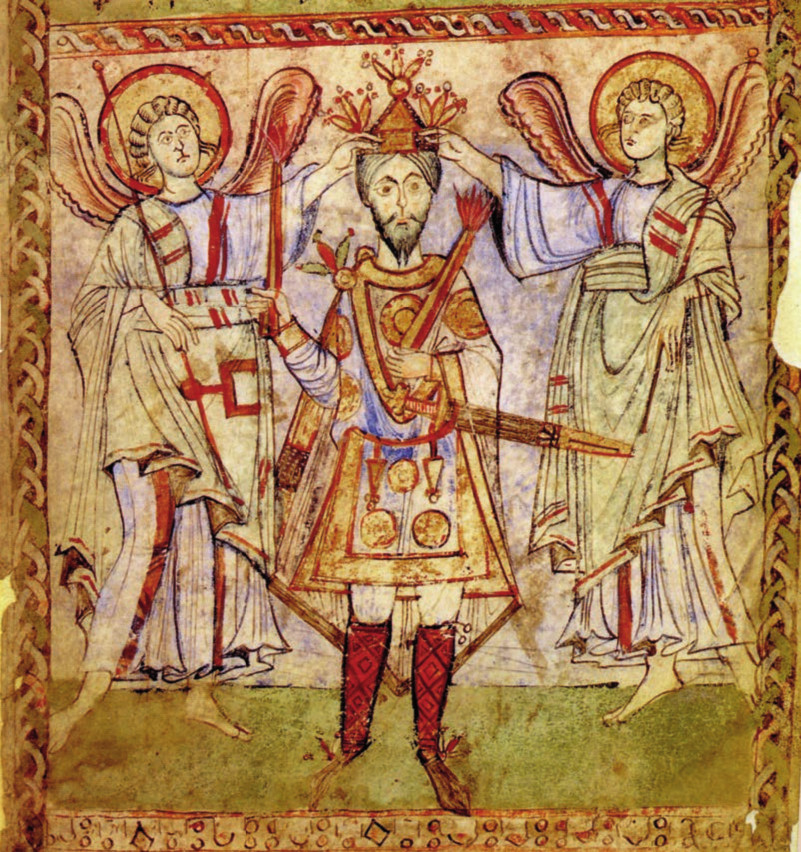
985년경 남부 이탈리아의 엑설텟 롤로부터

오토 2세는 자신의 부친이 가졌던 것보다 이탈리아에서 더욱 많이 하기를 원했다.  그는 이탈리아의 전체에 완전한 지배를 얻기를 원했다.  비잔틴의 통치자들을 좋아하지 않았던 그의 부인에 의하여 영향력을 받은 오토 2세는 비잔틴 통치의 남부 이탈리아를 차지하기로 결정하였다.  이것은 자신이 비잔틴 제국 뿐만 아니라 또한 남부 이탈리아를 주장했던 무슬림의 파티마 칼리파국을 싸우려고 했던 것을 의미하였다.
중부와 남부 이탈리아에서 오토 가문의 주요 지도자는 랑고바르트족의 지도자 고집왕자 판둘프 1세로 지내왔다.  오토 1세는 961년 그를 베네벤토와 카푸아의 왕자롤 만들었다.  967년 판둘프 1세는 비잔틴 제국에 맞서 싸우고 스폴레토를 포함하는 데 오스만 제국의 통치를 확장시켰다.  다음해 오토 2세 아래 판둘프 1세는 살레르노를 제국에 추가하였다.  그의 캠페인들은 남부 랑고바르트의 전체 3개의 대지들을 신성 로마 제국으로 가져왔다.  오토 2세의 충성스러운 추종자로서 판둘프 1세는 토스카나 대공국으로부터 타란토만까지 뻗어나간 큰 지역을 다스렸다.
981년 판둘프 1세가 사망하고 오토 2세는 자신의 주요 도움자들 중의 하나를 잃었다.  판둘프 1세의 대지들은 그의 아들들에 의하여 나누어졌으나 곧 지방 랑고바르트 왕자들 사이에 더욱 많은 불화들이 있었다.  오토 2세는 상황을 안정시키는 데 남부로 여행을 떠나 다양한 가족 일원들에게 대지의 다른 일부들을 주었다.  

983년 오토 2세가 사망한지 짧은 후의 이탈리아 (1000년 경)

982년 한번 판둘프 1세가 다스렸던 지역이 무너져 비잔틴 제국에 대항하는 오토 2세의 직위를 약하게 했다.  비잔틴인들은 아직도 랑고바르트의 대지들에 권력을 주장하였다.  오토 2세는 랑고바르트의 영토들을 자신의 제국으로 재결합시키려고 했다.  그는 결국적으로 전체의 랑고바르트 왕자들을 자신의 권한을 인정하도록 했다.  
랑고바르트 왕자들에 자신의 권력이 재설립되면서 오토 2세는 시칠리아 토후국으로부터 위협에 전념하였다.  960년대 이래 시칠리아는 무슬림 통치 아래 있었다.  무슬림 통치자들은 남부 이탈리아에 제국의 대지들을 급습했다.  981년 판둘프 1세의 사후, 시칠리아의 토후는 자신의 급습들을 증가시켰다.  980년 오토 2세는 남부 이탈리아에서 그와 싸우는 도움을 주는 데 피사에게 군함을 요청하였다.  981년 9월 그는 남부 이탈리아로 행진하였다.  그는 무슬림과 비잔틴인들을 상대로 동맹으로서 자신이 필요했던 아말피의 공작과 화해하였다.
오토 2세의 군대는 자신의 제국을 위하여 영토를 차지하는 데 982년 1월 비잔틴 통치의 풀리아로 행렬하였다.  이것은 남부 이탈리아의 대지들을 지키는 데 비잔틴 제국이 시칠리아 토후국과 동맹을 추구하도록 만들었다.  2월 오토의 군대는 비잔틴 지배 아래의 타란토를 둘러싸 포위하였다.  거기서 부활절을 축제벌인 후, 오토 2세는 자신의 군대를 서쪽으로 옮겨 7월 초순에 무슬림 군대를 물리쳤다.  오토를 상대로 성전을 선언한 무슬림 토후는 오토 2세가 자신의 군대가 얼마나 강한 것을 봤을 때 후퇴하였다.  오토 2세는 도시에 부인 테오파누와 아들 오토 3세를 남겨두고 무슬림 군대를 추적하였다.  
무슬림 토후는 오토의 해군이 바다를 막았기 때문에 시칠리아로 다시 탈출할 수 없었다.  그래서 토후는 7월 14일 크로토네의 남부에서 일어난 큰 전투에서 오토의 군대를 향했다.  치열한 싸움 후에 오토 2세의 중기병대는 무슬림의 선을 돌파하였고 토후는 살해되었다.  자신들의 지도자들이 사망했어도 무슬림 군대는 도망가지 않았다.  그들은 다시 모여 황제군을 둘러싸 많은 그들을 살해하고 황제에게 참패를 안겨주었다.  많은 중요한 황실 관리와 귀족들이 전사하였다.
당시 제국의 역사상 최악이었던 황실의 패배는 남부 이탈리아에서 황제의 권력을 크게 약화시켰다.  비잔틴 군대는 무슬림 군대에 가입하여 오토의 군대로부터 풀리아를 되찾았다.

## 제국적 도전들

### 계승 계획들
스틸로에서 패배는 오토 2세를 로마를 향해 북쪽으로 달아나도록 강요했다.  그는 그러고나서 983년 베로나에서 제국 회의를 열었다.  그는 패배와 소식과 회의로 독일의 귀족들을 부르는 데 자신의 조카를 독일로 돌려보냈으나 그의 조카는 가는 길에 사망하였다.  전투의 소식은 잉글랜드 만큼 멀리 도달하여 패배가 얼마나 컸나를 보여주었다.  회의로 향했던 독일의 공작은 덴마크의 바이킹들이 급습하고 있었기 때문에 되돌아가야 했다.
회의에서 오토 2세는 슈바벤과 바이에른 공국의 새로운 공작들을 임명하였다.  그는 자신이 이탈리아에서 싸웠던 동안 독일에서 상황들을 안정시키는 도움을 주는 데 일찍이 망명했던 하인리히 3세를 도로 데려왔다.  오토 2세는 또한 자신의 군대가 파괴된 후에 자신이 도움이 필요했던 베네치아와 거래를 했다.  다음해 오토 2세의 사망과 이어진 내전은 제국을 패배로 완전히 응답하는 것으로부터 멈추었다.
회의에서 오토 2세가 했던 가장 중요한 것은 3세 밖에 안되었던 아들 오토 3세가 독일왕과 황실의 왕좌를 차지할 다음 사람으로서 선택되었던 것을 확실히 하는 것이었다.  오토 3세는 알프스 산맥의 남부에서 선출된 단 하나의 독일왕이 되었다.  이 특이한 선택에 관한 정확한 이유는 알려지지 않았다.  그것은 패배 후에 남부 이탈리아에서 상황이 상속인을 임명하는 데 오토 2세를 빠르게 행동하도록 만ㄷ는 것이 가능하다.  그것은 또한 이탈리아가 독일에게 제국의 동등한 일부였다는 것을 보여주는 데 오토 2세를 위한 방향으로 지내왔을 것이다.  자신의 선거 후에 오토 3세와 모친 테오파누는 오토 3세가 공식적으로 왕으로 즉위했던 아헨을 향하여 북쪽으로 여행을 떠났다.  오토 2세는 자신의 군사 캠페인을 지속하는 데 이탈리아 머물었다.  

### 슬라브족의 대반란

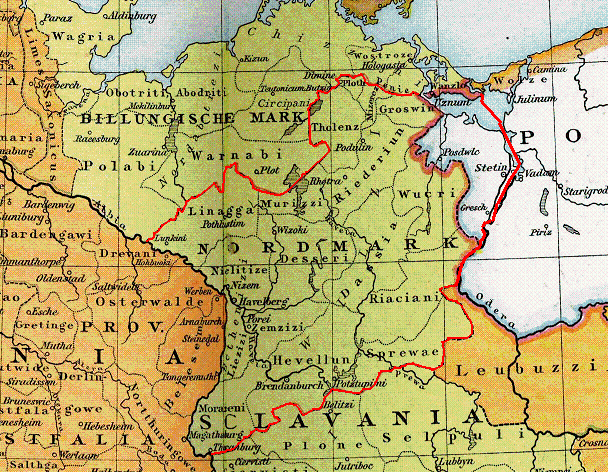
북부에서 빌룽 변경백령과 남부에서 오스트마르크 사이에 북방 행진 (적색). 둘다의 백령은 슬라브족의 반란에 이어 잃어졌다.

982년 경에 슬라브족의 영토에서 제국의 권력은 동부로 멀리 도달하였다.  983년 스틸로에서 오토 2세의 패배 후에 폴라브인의 루티치 연맹은 그들의 독일 통치자들에 반란을 일으켰다.  이것은 슬라브족의 대반란을 시작하였다.  슬라브족들은 중요한 교회의 중심지들을 파괴하였다.  독일의 작가에 의하면 슬라브족의 수십년의 강요된 독일화와 기독교화는 이 멸망을 일으켰다고 한다.  작가는 독일인들의 슬라브족에 학대에 반란을 핑계대어 "전까지만 해도 우리의 하인들이었던 전사들, 이제 우리의 불의의 결과로 자유로워졌습니다."고 말했다.
다른 독일의 지방들에서 온 군인들은 슬라브족을 싸우는 데 군대에 가입하였다.  하지만 제국은 엘베강의 서쪽 강둑들로 강제로 후퇴하였다.  슬라브족들을 기독교로 개종시키는 노력들은 무너지고 엘베강 동부의 영토들에 정치적 통치는 잃어졌다.  슬라브족들을 개종시키는 오토 2세의 업무는 겨우 10년의 세월에 역전되었다.  엘베강 동부의 슬라브족의 대지들은 선교사의 업무가 다시 시작되기 전에 한 세기에 이교도로 남아있을 것이었다.
덴마크인들이 슬라브족의 대반란의 장점을 택하여 제국의 경계를 침입하였다.  소르브인들도 또한 침입하여 작센인들로부터 영토를 정복하였다.

### 별세와 정치적 문제들
983년 7월 오랫동안 오토 2세를 지지했던 교황 베네딕토 7세가 사망하였다.  새로운 교황을 임명하는 데 9월에 로마로 돌아온 오토 2세는 11월 혹은 12월 초순에 요한 14세를 선택하였다.  오토 2세가 로마에 있었던 동안 중부 이탈리아에서 말라리아의 발생이 남부 이탈리아에서 군사 활동을 멈추었다.  발생은 결국적으로 그해 12월 7일 로마에 있는 그의 궁전에서 황제의 사망으로 이끌었다.  그는 28세였고 10년 넘게 통치하였다.
오토 2세의 돈과 재산들은 가톨릭 교회, 빈민들, 그의 모친, 그의 누이 마틸다와 그의 충성적인 귀족들 중에 나누어졌다.  오토 2세는 성 베드로 대성당에 안장되어 거기에 묻히는 데 그를 단 하나의 신성 로마 황제로 만들었다.
오토 2세의 3세 아들 오토 3세는 자신의 부친의 사망한지 3주 후에 983년의 크리스마스에 아헨에서 독일왕으로 즉위하였다.  오토 3세의 대관식 후에 오토 2세의 사망에 관한 소식이 독일에 도달하였다.  남부 이탈라에서 해결되지 않은 문제들과 슬라브족의 대반란은 제국의 정치적 상황을 불안정하게 만들었다.  어린이 통치자는 제국에서 혼동을 일으켜 오토 3세의 모친 테오파누가 그의 섭정으로서 다스리도록 허용하였다.
976년 오토 2세는 하인리히 2세를 바이에른 공작으로서 제거하여 투옥시켰다.  984년 초순에 하인리히 2세는 탈출하였다.  그러고나서 그는 유아 오토 3세를 데려가 지배하는 오토 가문의 일원으로서 제국의 섭정이 되는 데 주장하였다.  하인리히 2세는 자신을 위해서 독일의 왕좌를 주장마저 하력고 해 폴란드와 보헤미아의 공작들로부터 지지를 얻었다.  하지만 오토 3세의 왕좌로 권위는 많은 권력적인 교회의 지도자와 공작들에 의하여 지지되었다.  전쟁의 위협은 984년 6월 29일 오토 2세가 오토 3세를 포기하고 테오파노의 섭정 정치를 존중하도록 강요했다.
오토 2세의 일찍이 사망과 따라진 사건들은 제국을 위하여 심각한 시험이었다.  자신의 모친의 보살핌 아래 어린이 통치자와 마저 오토 대제에 의하여 세워진 제도는 제국의 강력한 공무원들이 제국의 제도에 충성적으로 머물면서 강하게 남아있었다. 

## 가계
- 조부 : 하인리히 1세
- 조모 : 링헬하임의 마틸다(마틸데)

- 부왕 : 오토 대제, 작센 공작, 독일왕, 이탈리아왕, 신성로마황제
- 계모 : 유디트(잉글랜드의 이디스)
  - 형 : 리우돌프(여러번 아버지에게 반란을 도모하다가, 일찍 사망)
  - 형수 : 이타
    - 조카 : 콘라트

  - 조카딸 : 리우트가르트
  - 조카사위 : 콘라트 적왕(일찍 사망)
- 생모 : 아델하이트(이탈리아의 아델라이데), 이탈리아왕 로타리오 2세의 미망인
  - 부인 : 테오파노, 비잔틴의 황녀, 정략 결혼
    - 1남 : 오토 3세(980~1002) - 신성로마제국 황제, 독일의 왕
    - 1녀 : 조피아(975-1039) - 간더스하임 수녀원장
    - 2녀 : 아델하이트(977-1044/1045) - 크베를린부르크 수녀원장
    - 3녀 : 마틸다(979-1025) - 로트링엔변경백 부인
- 고모 : 게르베르가(마틸다)
- 고모부 : 기셀베르트, 로렌 공작
  - 고종사촌 : 루이 4세, 서프랑크의 왕
- 숙부 : 바이에른 공작 하인리히 2세
  - 사촌 : 바이에른 공작 하인리히 3세, 황제 하인리히 2세의 아버지

## 관계 목록
- Comyn, Robert. History of the Western Empire, from its Restoration by Charlemagne to the Accession of Charles V, Vol. I. 1851
- Duckett, Eleanor (1968). Death and Life in the Tenth Century. Ann Arbor: University of Michigan Press.
- Norwich, John J. (1991). Byzantium: The Apogee. London: BCA.
- Sismondi, J. C. L. History of the Italian Republics in the Middle Ages. 1906